# Bandeira de Pelotas
A bandeira de Pelotas foi criada em criada em 1962, na gestão do prefeito João Carlos Gastal, por meio da lei número 1.119 do mesmo ano. É um dos símbolos oficiais do município.
É composta por três faixas no sentido vertical, duas laterais de cor azul e uma central de cor branca, sobre a qual foi inserido o brasão da cidade. Tanto a bandeira quanto o brasão foram criados por Artur Henrique Foerstnow, que havia vencido um concurso organizado pela prefeitura para as comemorações do aniversário de 150 anos de Pelotas.